# Місто жінок (фільм)
«Місто жінок» (La città delle donne) — фільм Федеріко Фелліні. Світова прем'єра 28 березня 1980.

## Сюжет
У поїзді чоловік випадково знайомиться з красивою жінкою і вирішує проводити її додому. Це рішення виявилося для героя фатальним: він став заручником у Місті Жінок. Тут емансиповані представниці прекрасної половини людства відстоюють своє право на чільне місце в цьому світі.